# Henri Baaij

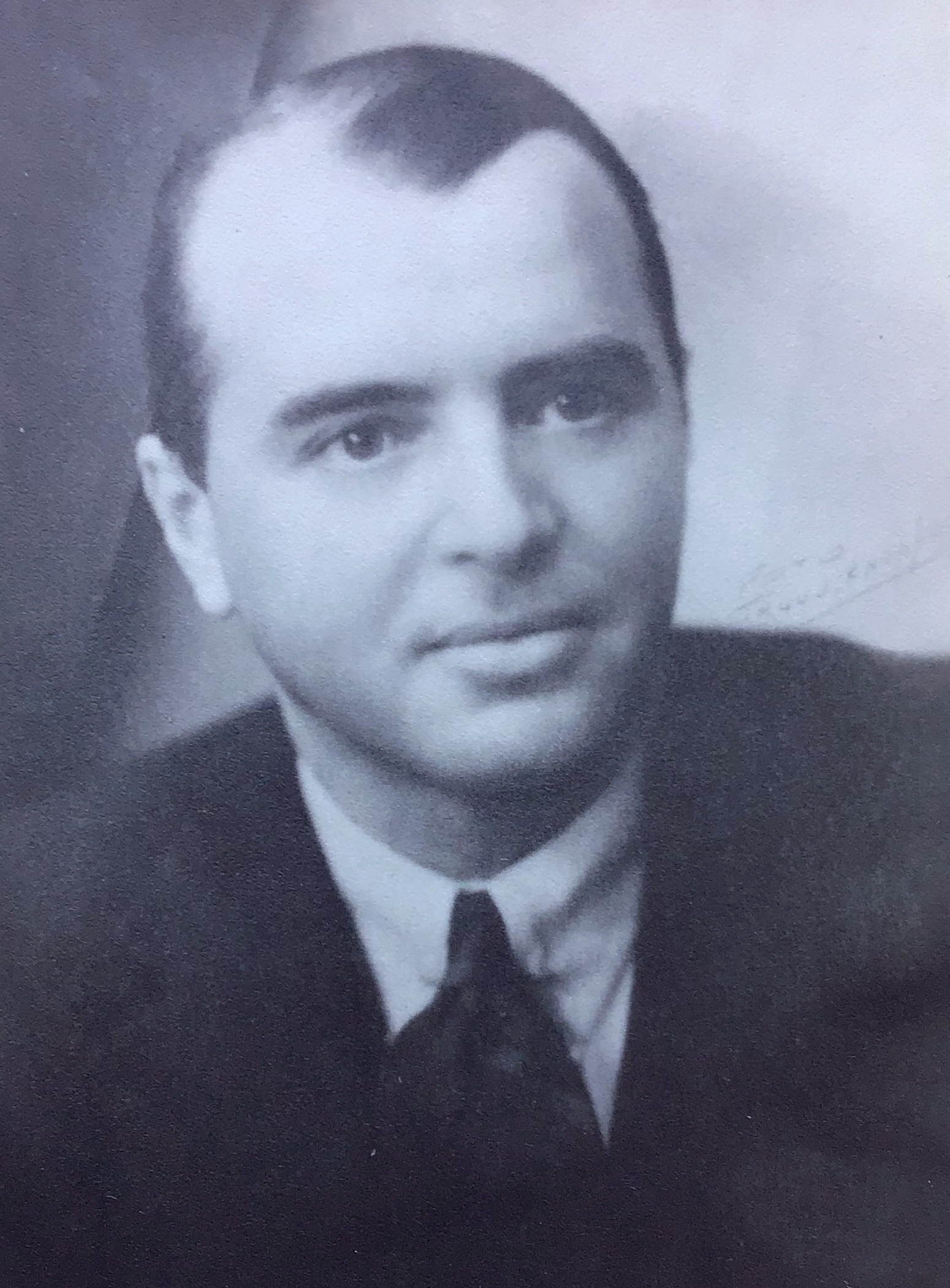
Henri Baaij

Henri Baaij (* 19. September 1900 in Amsterdam; † 31. Mai 1943; auch Henri Baay) war ein niederländischer Fußballspieler.
Der Verteidiger spielte beim HFC Haarlem, als er 1921 zweimal in seiner Geburtsstadt in der niederländischen Nationalelf auflaufen durfte. Das erste Match am 26. März 1921 gewann Oranje gegen die Schweiz mit 2:0; bei Baaijs zweitem Einsatz gab es am 8. Mai 1921 ein 2:2-Unentschieden gegen Italien.